# Anelosimus puravida
Anelosimus puravida là một loài nhện trong họ Theridiidae.
Loài này thuộc chi Anelosimus. Anelosimus puravida được miêu tả năm 2006 bởi Agnarsson.